# هیئت منصفه شماره ۲
عضو هیئت منصفه شماره ۲ (به انگلیسی: Juror #2) یک فیلم دلهره‌آور حقوقی آمریکایی محصول سال ۲۰۲۴ به کارگردانی کلینت ایستوود و نویسندگی جاناتان آبرامز است. نیکلاس هولت، تونی کولت، جی. کی. سیمونز و کیفر ساترلند بازیگران اصلی فیلم هستند.
عضو هیئت منصفه شماره ۲ نمایش افتتاحیه خود را در جشنوارهٔ اِی‌اف‌آی در ۲۷ اکتبر ۲۰۲۴ برگزار کرد، و سپس توسط برادران وارنر پیکچرز در ۱ نوامبر ۲۰۲۴ در ایالات متحده اکران شد. فیلم با واکنش‌های مثبتی از سوی منتقدان همراه بود.

## خلاصه داستان
جاستین که روزنامه‌نگار است و به‌تازگی الکل را ترک کرده است برای خدمت به‌عنوان یک عضو هیئت منصفه دادگاه مظنون به قتل فرا خوانده می‌شود. در این میان او به این که شاید خودش هم در این جریان دخالت داشته باشد شک می‌کند.

## بازیگران
- نیکلاس هولت در نقش جاستین کمپ
- تونی کولت
- زوئی دویچ
- کیفر ساترلند
- گابریل باسو
- لسلی بیب
- کریس مسینا
- جی. کی. سیمونز
- ایمی آکوئینو
- آدریانا سی. مور
- فرانچسکا ایستوود

## تولید
فیلمبرداری در ژوئن ۲۰۲۳ آغاز شد، با مکان‌های فیلمبرداری از جمله ساوانا، جورجیا و لس آنجلس، ولی در ژوئیه به دلیل اعتصاب نویسندگان به حالت تعلیق درآمد. تولید در نوامبر پس از پایان اعتصاب از سر گرفته شد.

## بازخوردها
- در وب‌سایت جمع‌آوری نقد راتن تومیتوز از ۱۶۹ رای نقد منتقد، با میانگین امتیاز ۷٫۳ از ۱۰ مثبت است.
- در متاکریتیک، که از میانگین وزنی استفاده می‌کند، بر اساس رای ۳۷ منتقد، امتیاز ۷۲ از ۱۰۰ را به فیلم اختصاص داد که نشان‌دهنده نقدهای «به طور کلی مطلوب» است.
- در ایالات متحده، این فیلم در ۳۵ سینما اکران شد و در روز اول ۹۰٫۰۰۰ دلار و در آخر هفته ۲۶۰ تا ۲۷۰٫۰۰۰ دلار فروش داشت. برادران وارنر اعداد رسمی را گزارش نکرد تا ظاهراً «با اجتناب از هر گونه سرفصل منفی باکس آفیس» چهره ایستوود را حفظ کند.[۷] در سطح بین‌المللی، این فیلم در آخر هفته افتتاحیه خود از شش منطقه، ۵ میلیون دلار، از جمله ۳٫۱ میلیون دلار در فرانسه، به فروش رسید.[۸]
- چندین منتقد خاطرنشان کردند که هیئت منصفه شماره ۲ با یک روایت سیاسی سنتی مطابقت ندارد. کریستین زیلکو این فیلم را "یکی از بهترین فیلم‌های استودیویی سال ۲۰۲۴" نامید و نوشت که در حالی که فیلم احترام به قانون، نظم و روند قانونی را معرفی می‌کند که به نظر می‌رسد مناسب یک محافظه‌کار مادام‌العمر باشد، اما در نهایت میهن‌پرستی غیرسیاسی‌تر را نشان می‌دهد.